# Geologie
Geologie, cuvânt compus de origine greacă, (conform γη, geo = pământ și λογος, logos = știință) este știința care se ocupă cu studiul structurii și formării Pământului. Geologia (în accepțiunea modernă) este o știință interdisciplinară, care, prin intermediul metodologiilor chimiei, fizicii, matematicii, statisticii, astronomiei etc., explică compoziția internă a Pământului, precum și procesele ce au loc în interiorul si la suprafața sa.

## Descriere

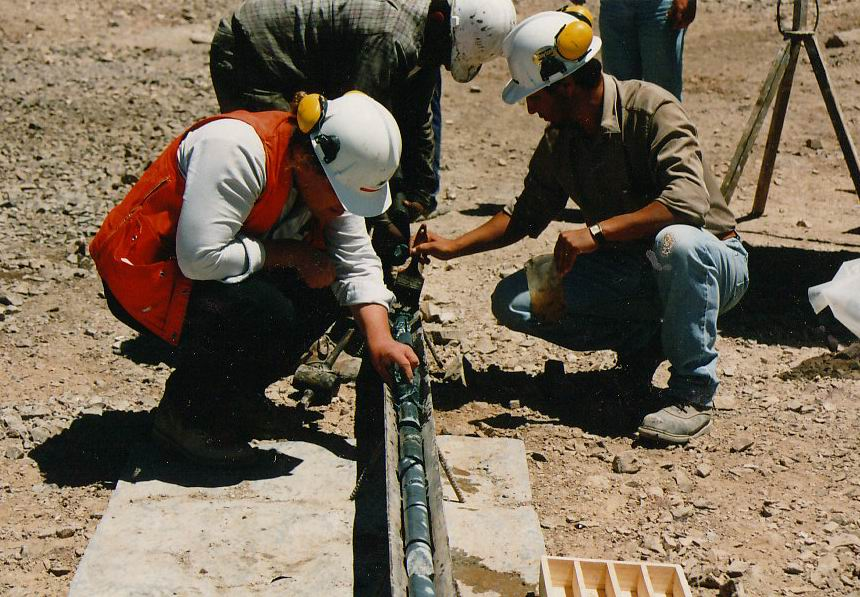
Geolog analizând succesiunea de roci interceptate prin intermediul unui foraj.

Geologia studiază atât compoziția rocilor expuse la suprafață (în fazele istorice ale geologiei) cât și mai ales continuitatea acestora în adâncime, zăcămintele minerale solide, lichide și gazoase, structura integrală a planetei Terra, plăcile tectonice ale scoarței terestre, dar și structura internă stratificată a planetei.
Fazele de cercetare geologică a unei regiuni se încep cu cartarea terenului, aflorimentele (roci expuse la suprafață) fiind punctul de plecare.
Urmează faza de prospecțiune cu forare de suprafață care ajută la formarea profílurilor geologice, cu luare de eșantioane (probe pentru determinarea conținutului), aceste date se vor înscrie pe o hartă geologică la scară cu aliniamente (cote de nivel)
Prin metode de extrapolare se pot prezice poziția rocilor din adâncime, o examinare amănunțită la nivel microscopic oferă date despre structura mineralogică și paleontologică (fosile) a rocilor.
Cercetarea în domeniul geologiei are caracter intens interdisciplinar, alte științe ca matematica, fizica, chimia, etc., vin să explice fenomene și procese care duc la formarea rocilor si modificarea lor in timp geologic sub acțiunea apei, atmosferei și a biotei. Abordarea economică a geologiei a permis identificarea concentrării materiilor prime necesare omului în roci (zăcăminte) care fac obiectul exploatării prin intermediul mineritului.

## Istoric
- Vezi Istoria Geologiei

## Geologie generală
Se ocupă cu forțele și fenomenele ce au acționat asupra planetei și care au contribuit la formarea rocilor terestre.
 Fiecare tip de rocă se formează într-un mod aparte, fapt ce determină structura și mărimea granulelor rocii respective aparținând uneia din cele trei familii mari de roci: sedimentare, magmatice și metamorfice.
Rocile se pot transforma dintr-o formă în alta, astfel rocile magmatice sau metamorfice ajunse la suprafață vor fi supuse acțiunii factorilor exogeni, chimici, dar în special eroziunii, devenind roci sedimentare (detritus, nisip, gips, sare, calcar).

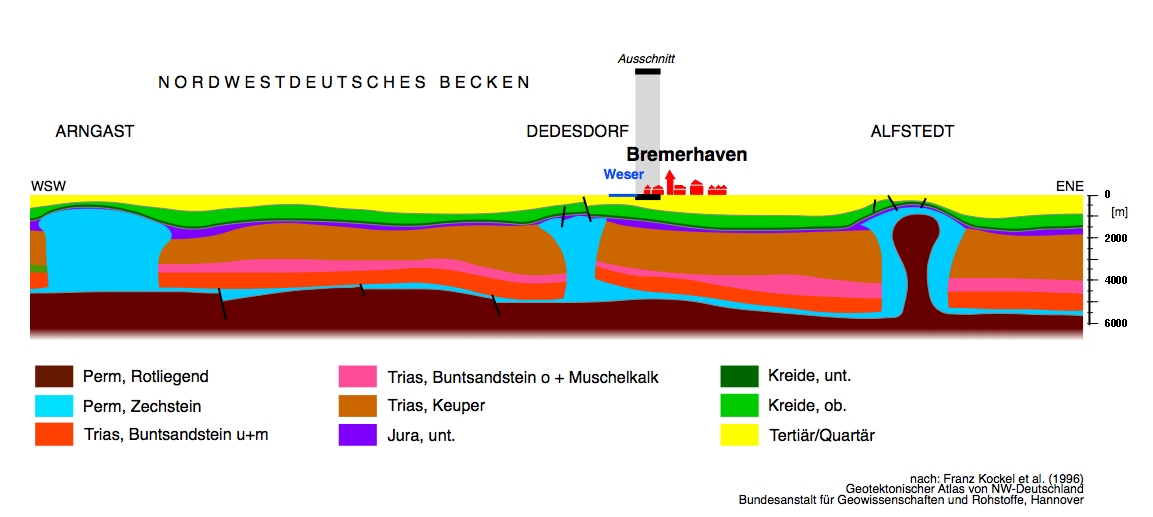
Profil geologic Germania de Nord

Procesele endogene (din profunzimea pământului) duc la formarea rocilor magmatice și metamorfitelor - formarea rocilor metamorfice (de transformare) se produc cu rocile care sunt supuse la temperaturi și presiuni foarte mari producând deshidratarea și recristalizarea rocii (gnaisuri, șisturi, marmura).
Rocile magmatice se formează la adâncimi mari, ieșind la suprafață sub formă de magmă, în cazul când magma rămâne în staturile profunde unde prin răcire devine plutonit (granit), vulcanitul (lava) se formează din aceeași magmă care a ajuns la suprafața pământului.
- Geologia istorică se ocupă cu istoria, trecutul îndepărtat de formare (evoluția) pământului, și viețuitoarelor.
Aceste procese se măsoară în milioane de ani, pentru ușurarea încadrării în timp și spațiu acestor perioade mari geologice, se utilizează scala de timp geologică pe straturi Stratigrafia

Vezi și Hartă geologică

## Domenii specifice ale geologiei
- Geocronologie
- Hidrogeologie
- Geotehnica
- Vulcanologie
- Stratigrafie

## Lista unor geologi renumiți și perioadele geologice
| Eon                                                       | Era                        | Perioada | Început în milioane de ani |
| --------------------------------------------------------- | -------------------------- | -------- | -------------------------- |
| Fanerozoic                                                |                            |          |                            |
| Cenozoic per.primară Durata: 65,5 Ma                      | Neogen                     | 23,03    |                            |
| Cenozoic per.primară Durata: 65,5 Ma                      | Paleogen                   | 65,5     |                            |
| Mezozoic per.mijlocie Durata: 185,5 Ma                    | Cretacic                   | 145,5    |                            |
| Mezozoic per.mijlocie Durata: 185,5 Ma                    | Jurasic                    | 199,6    |                            |
| Mezozoic per.mijlocie Durata: 185,5 Ma                    | Triasic                    | 251,0    |                            |
| Paleozoic per.târzie Durata: 291 Ma                       | Permian                    | 299,0    |                            |
| Paleozoic per.târzie Durata: 291 Ma                       | Carbonifer                 | 359,2    |                            |
| Paleozoic per.târzie Durata: 291 Ma                       | Devonian                   | 416,0    |                            |
| Paleozoic per.târzie Durata: 291 Ma                       | Silurian                   | 443,7    |                            |
| Paleozoic per.târzie Durata: 291 Ma                       | Ordovician                 | 488,3    |                            |
| Paleozoic per.târzie Durata: 291 Ma                       | Cambrian                   | 542,0    |                            |
| Proterozoic                                               |                            |          |                            |
| Neoproterozoic per.nouă Proterozoikum Durata: 458 Ma      | Ediacarian                 | 630,0    |                            |
| Neoproterozoic per.nouă Proterozoikum Durata: 458 Ma      | Criogenian                 | 850,0    |                            |
| Neoproterozoic per.nouă Proterozoikum Durata: 458 Ma      | Tonian                     | 1.000,0  |                            |
| Mesoproterozoic per.mijlocie Proterozoikum Durata: 600 Ma | Stenian                    | 1.200,0  |                            |
| Mesoproterozoic per.mijlocie Proterozoikum Durata: 600 Ma | Ectasian                   | 1.400,0  |                            |
| Mesoproterozoic per.mijlocie Proterozoikum Durata: 600 Ma | Calimian                   | 1.600,0  |                            |
| Paleoproterozoic per.târzie Proterozoikum Durata: 900 Ma  | Staterian                  | 1.800,0  |                            |
| Paleoproterozoic per.târzie Proterozoikum Durata: 900 Ma  | Orosirian                  | 2.050,0  |                            |
| Paleoproterozoic per.târzie Proterozoikum Durata: 900 Ma  | Riacian                    | 2.300,0  |                            |
| Paleoproterozoic per.târzie Proterozoikum Durata: 900 Ma  | Siderian                   | 2.500,0  |                            |
| Arhean                                                    | Neoarhean Durata: 300 Ma   |          | 2.800,0                    |
| Arhean                                                    | Mezoarhean Durata: 400 Ma  |          | 3.200,0                    |
| Arhean                                                    | Paleoarhean Durata: 400 Ma |          | 3.600,0                    |
| Arhean                                                    | Eoarhean Durata: n. def.   |          | 3.800,0                    |
| Hadean Durata: n. def.                                    |                            |          | 4.700,0                    |
- Georgius Agricola (1494 - 1555)
- Friedrich August von Alberti (1795 - 1878)
- Leopold von Buch (1774 - 1853)
- Johann Georg von Charpentier (1786 - 1855)
- Hans Cloos (1885 - 1951)
- Grigore Cobălcescu (1831 - 1892)
- Alcide Dessalines d'Orbigny (1802 - 1857)
- James Dwight Dana (1813 - 1895)
- Ludwig Meyn (1820-1878)
- Bartholomäus Eberl (1883-1960)
- Rudolf Falb (1838-1903)
- Karl von Fritsch (1838 - 1906)
- Gerard Freiherr von de Geer (1858 - 1943)
- William F. Haxby (1949 - 2006)
- James Hutton (1726 - 1797)
- Charles Lyell (1797 - 1875)
- Albrecht Penck (1858 - 1945)
- Friedrich August von Quenstedt (1809 - 1889)
- Karl von Raumer (1783 - 1865)
- Ion Th. Simionescu (1873 - 1944)
- William Smith (1769 - 1839)
- Nicolaus Steno (1638 - 1686)
- Hans Stille (1876 - 1951)
- Eduard Suess (1831 - 1914)
- Otto Martin Torell (1828 - 1900)
- Alfred Wegener (1880 - 1930)
- Abraham Gottlob Werner (1749 - 1817)
- Alexander von Humboldt (1769 - 1859)

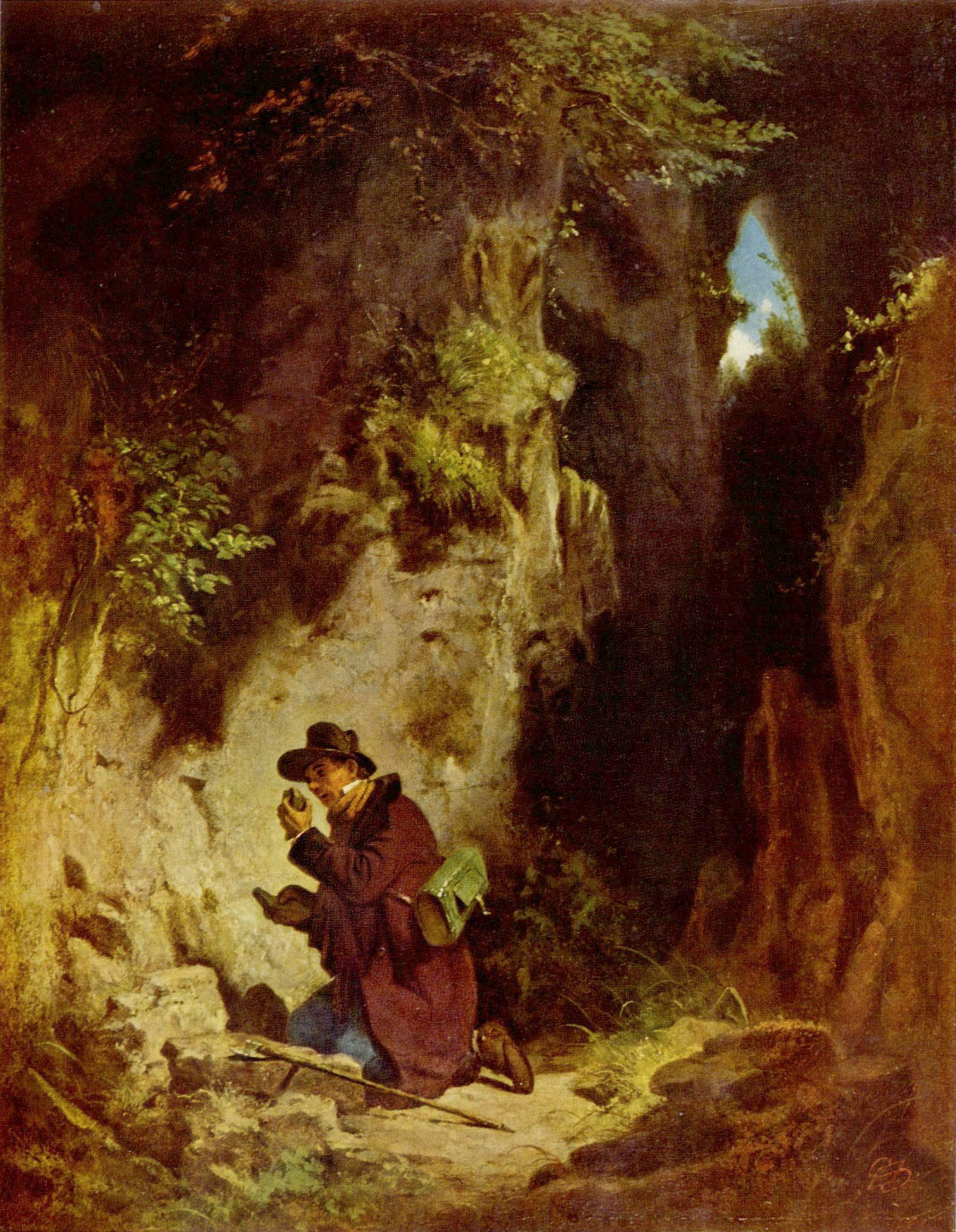
Der Geologe (Geologul), de Carl Spitzweg

- Pe scurt perioadele geologice principale sunt:

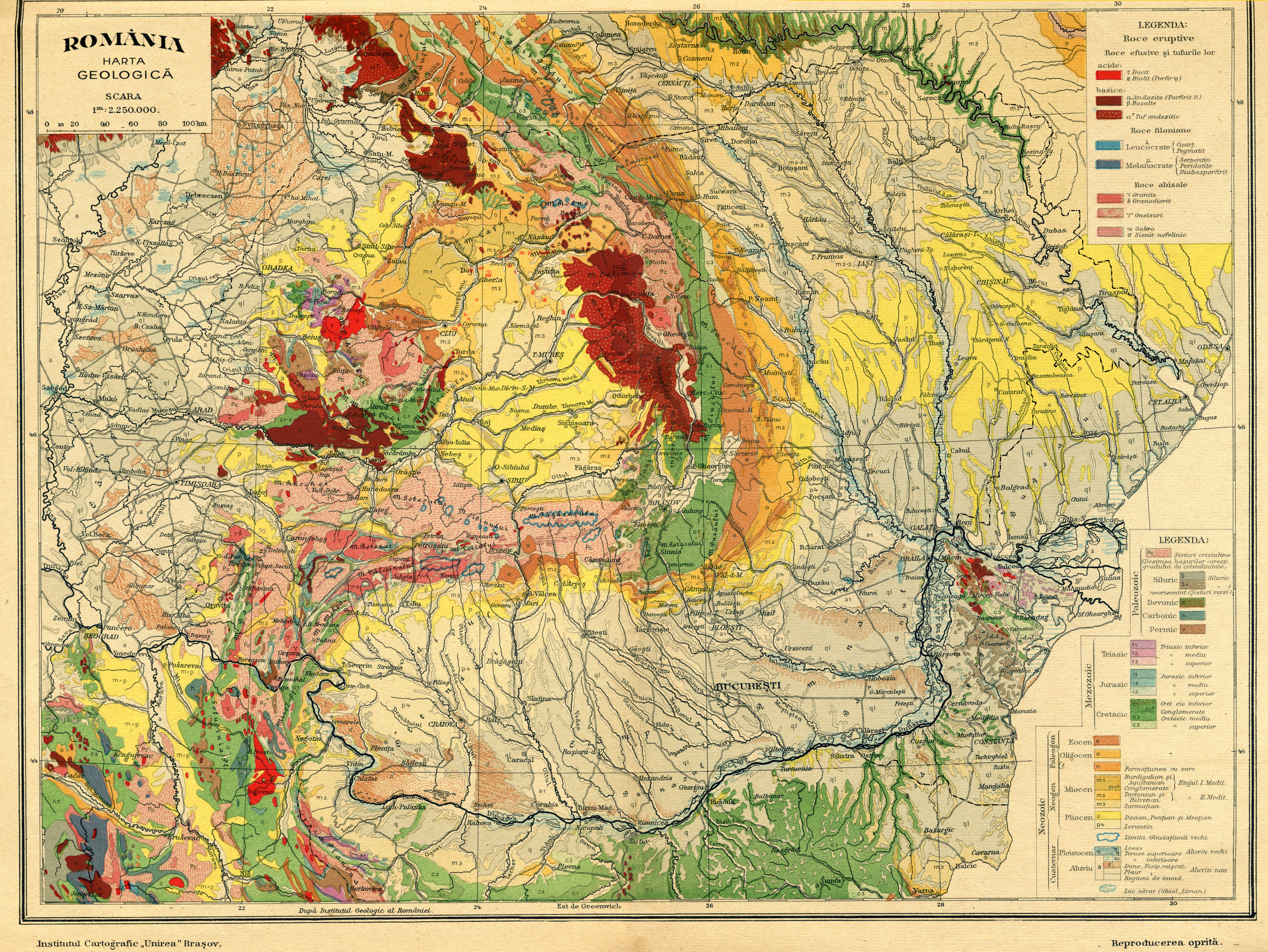
Geologia României şi a vecinătăţii.

Precambrian
	▪ 	Hadean (Priscoan)
	▪ 	Arhean
	▪ 	Proterozoic
	▪ 	Fanerozoic 
	▪ 	Paleozoic 
	▪ 	Cambrian
	▪ 	Ordovician
	▪ 	Silurian
	▪ 	Devonian
	▪ 	Carbonifer
	▪ 	Permian
	▪ 	Mesozoic 
	▪ 	Triasic
	▪ 	Jurasic
	▪ 	Cretacic
	▪ 	Neozoic 
	▪ 	Paleogen
	▪ 	Neogen
	▪ 	Cuaternar

## Geologia României
Poziția României între cratonul Panonic, cel Getic și cel Scitic determină structura sa geologică articulată în jurul lanțului Carpatic, parte din orogeneza alpină. Punctul unde cele trei cratoane se întâlnesc este țara Vrancei, epicentrul multor cutremure. În timp ce podișul ardelean este ridicat deasupra câmpiilor apuseană și dunăreană, la răsărit podișul moldovean este crestat de eroziunea hidrografică, din cauza coborârii nivelului de bază în decursul perioadei messiniene, când Mediterana și bazinul Pontic se goliseră de ape. În Neozoic sedimente mai recente, fluviatile, continentale și eoliene, au acoperit podișurile și câmpiile, fiind la rândul lor erodate de topirea post-glaciară de acum 12-9000 de ani. Printre aceste sedimente, loess-ul. Rocile cele mai vârstnice, din orogeneza hercinică de vârstă paleozoică, apar în Munții Măcinului.